# Wally Rivers
Walter Harry „Wally“ Rivers (* 24. April 1922 in Bloemfontein; † 6. Juni 1998 in Pinelands (Kapstadt)) war ein südafrikanischer Radrennfahrer.

## Sportliche Laufbahn
Rivers war im Straßenradsport aktiv. Er war Teilnehmer der Olympischen Sommerspiele 1948 in London. Das olympische Straßenrennen beendete er nicht. 
Südafrika kam mit Dirkie Binneman, George Estman und Wally Rivers nicht in die Mannschaftswertung, da kein Fahrer das Rennen beendet hatte.